# Leichtathletik-Weltmeisterschaften 2015/Teilnehmer (Burkina Faso)
| Gelbes Symbol für Goldmedaillen mit stilisierten Olympischen Ringen | Graues Symbol für Silbermedaillen mit stilisierten Olympischen Ringen | Braundes Symbol für Bronzemedaillen mit stilisierten Olympischen Ringen |
| ------------------------------------------------------------------- | --------------------------------------------------------------------- | ----------------------------------------------------------------------- |
| —                                                                   | —                                                                     | —                                                                       |

Der Leichtathletikverband Burkina Fasos nominierte zwei Athleten für die Leichtathletik-Weltmeisterschaften 2015 in der chinesischen Hauptstadt Peking.

## Ergebnisse

### Männer

#### Sprung/Wurf
| Athlet               | Disziplin  | Qualifikation | Qualifikation | Finale             | Finale             |
| Athlet               | Disziplin  | Weite/Höhe    | Platz         | Weite/Höhe         | Platz              |
| -------------------- | ---------- | ------------- | ------------- | ------------------ | ------------------ |
| Fabrice Zango Hugues | Dreisprung | kgV           | -             | nicht qualifiziert | nicht qualifiziert |

### Frauen

#### Siebenkampf
| Athletin     | Disziplin | 100 m Hürden | Hochsprung | Kugelstoßen | 200 m | Weitsprung | Speerwurf | 800 m | Punkte | Platz |
| ------------ | --------- | ------------ | ---------- | ----------- | ----- | ---------- | --------- | ----- | ------ | ----- |
| Marthe Koala | Ergebnis  | DNF          | DNS        | DNS         | DNS   | DNS        | DNS       | DNS   | DNF    | DNF   |
| Marthe Koala | Punkte    | 0            | 0          | 0           | 0     | 0          | 0         | 0     | DNF    | DNF   |